# Chad en los Juegos Olímpicos de Los Ángeles 1984
Chad estuvo representado en los Juegos Olímpicos de Los Ángeles 1984 por tres deportistas masculinos que compitieron en atletismo.
El portador de la bandera en la ceremonia de apertura fue el atleta Ousman Miangoto. El equipo olímpico chadiano no obtuvo ninguna medalla en estos Juegos.